# ناتورژی

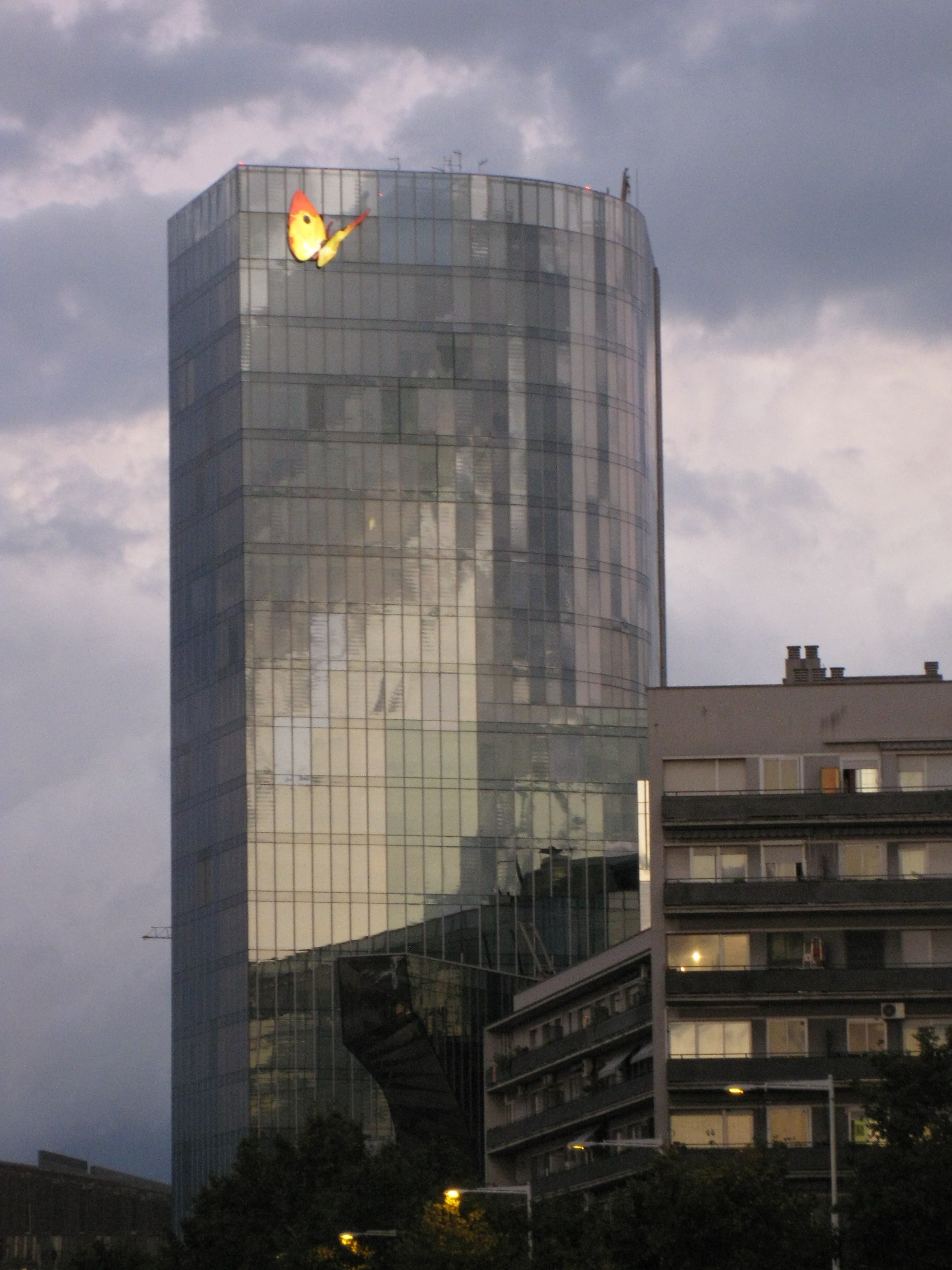
ساختمان مرکزی گاز ناتورال در بارسلون

ناتورژی (به اسپانیایی: Naturgy) شرکت گاز اسپانیایی است، که علاوه بر اسپانیا دارای عملیات در کشورهای ایتالیا، مکزیک، کلمبیا، آرژانتین، پورتوریکو، مولداوی و مراکش می‌باشد. 
فعالیت اصلی شرکت ناتورژی در زمینه تولید و توزیع گاز طبیعی در اروپا و آمریکای لاتین، تولید و توزیع برق در اروپا و پورتوریکو و مدیریت احداث زیرساخت شبکه‌های گاز شهری متمرکز می‌باشد. 
این شرکت دارای بیش از ۱۰ میلیون مشترک گازرسانی است. شمار کارکنان آن بالغ بر ۶،۷۰۰ نفر اعلام شده که در حدود ۵۰٪ از آنها در اسپانیا اشتغال دارند. دفتر مرکزی شرکت ناتورژی در شهر بارسلون قرار دارد. 
بزرگترین سهامداران این شرکت؛ بانک اسپانیایی لا کاشا، شرکت ژ د اف سوئز و شرکت نفتی رپسول می‌باشند. شرکت ناتورژی در سال ۲۰۰۹ شرکت ابزار یونیون فنوسا را به مبلغ ۱۶٫۸ میلیارد یورو خریداری کرد.

## نگارخانه

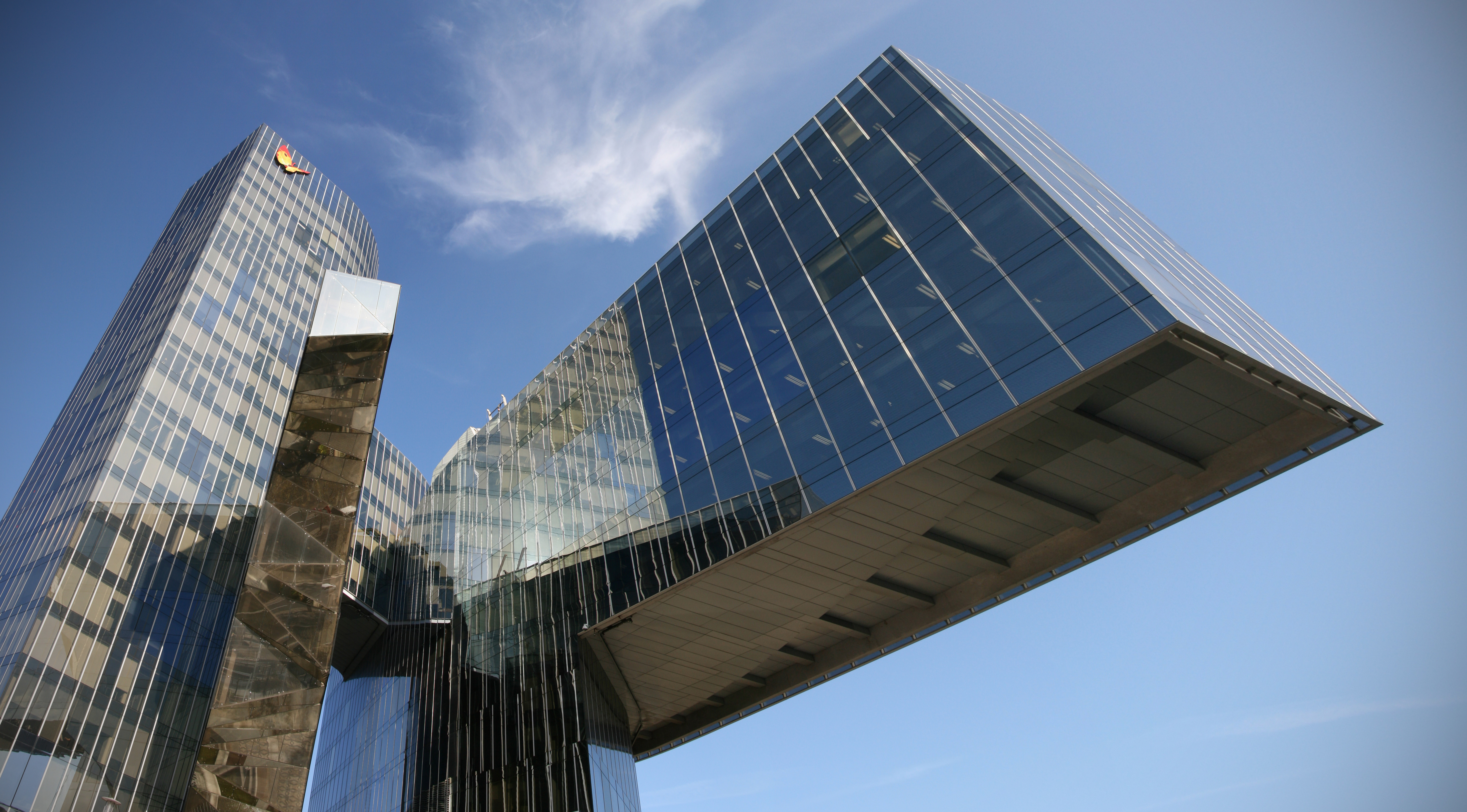
ساختمان مرکزی گاز ناتورال
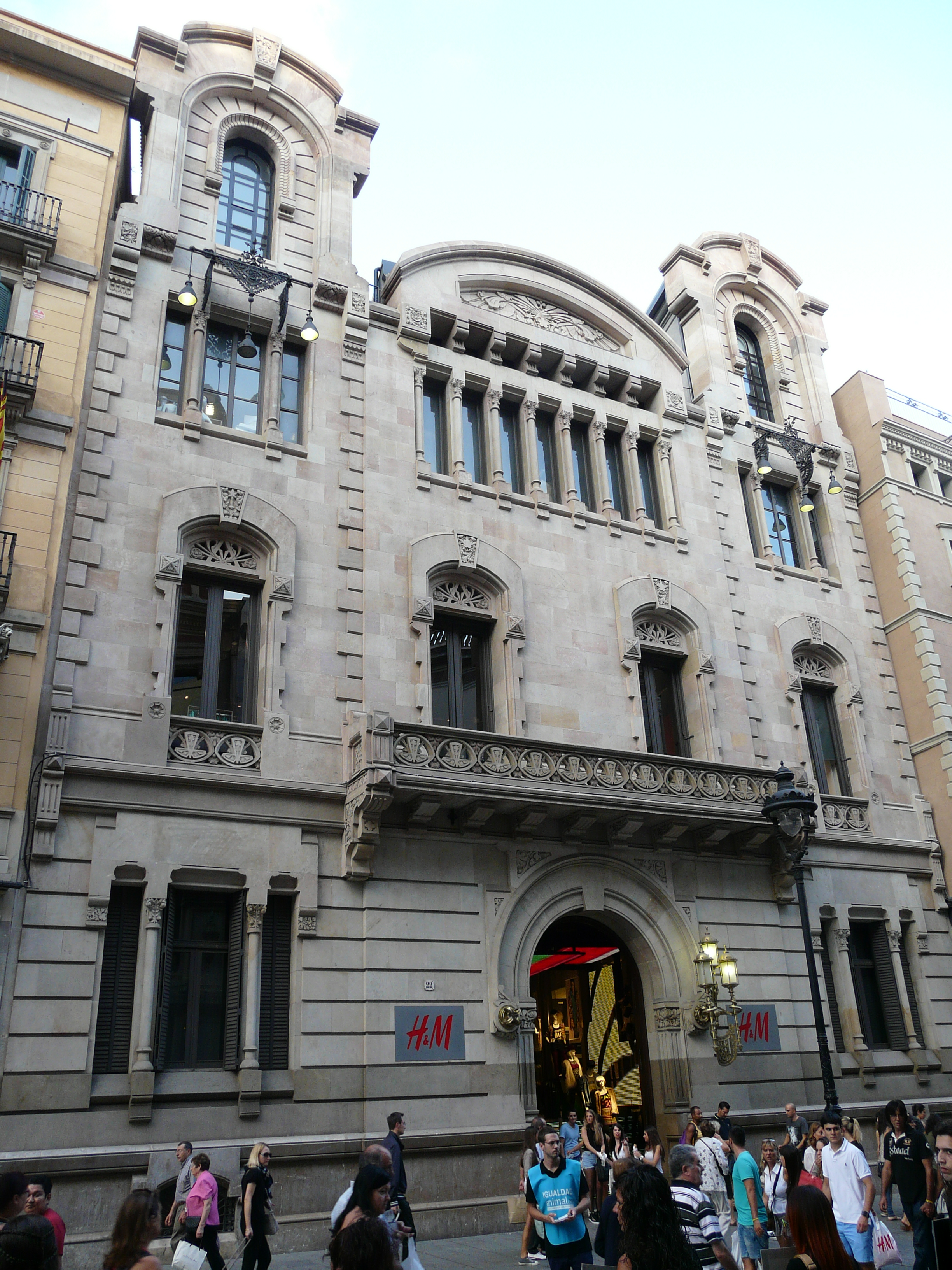
شعبه ناتورال گاز، در کاتالان
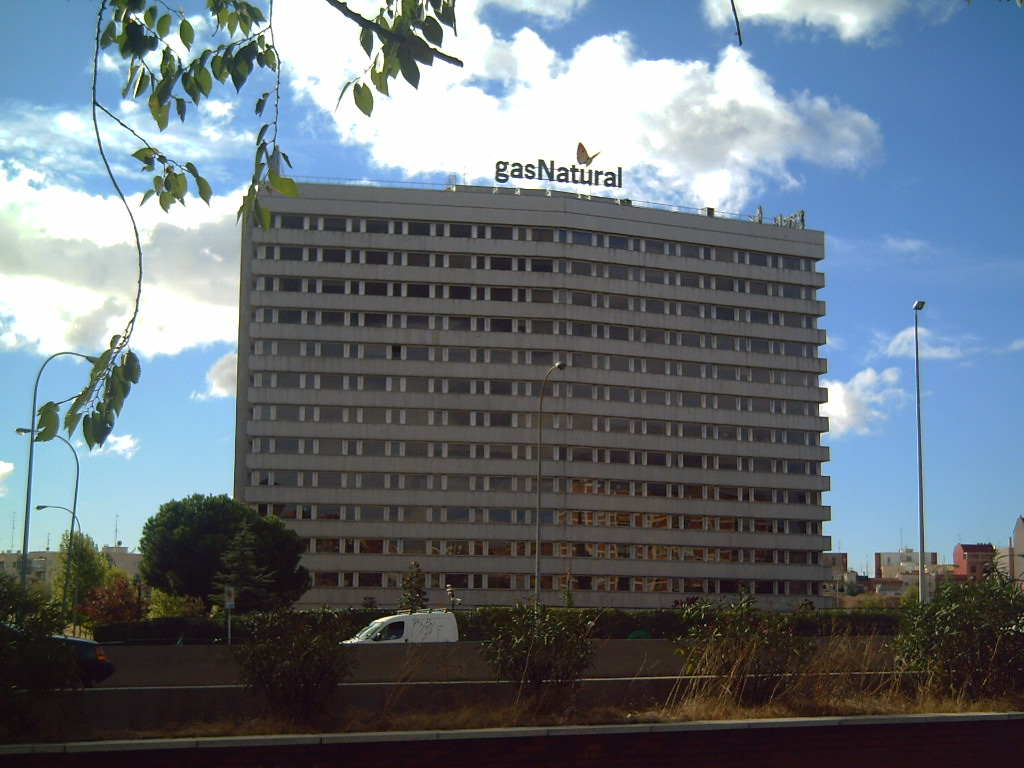
ساختمان اداری شعبه مادرید
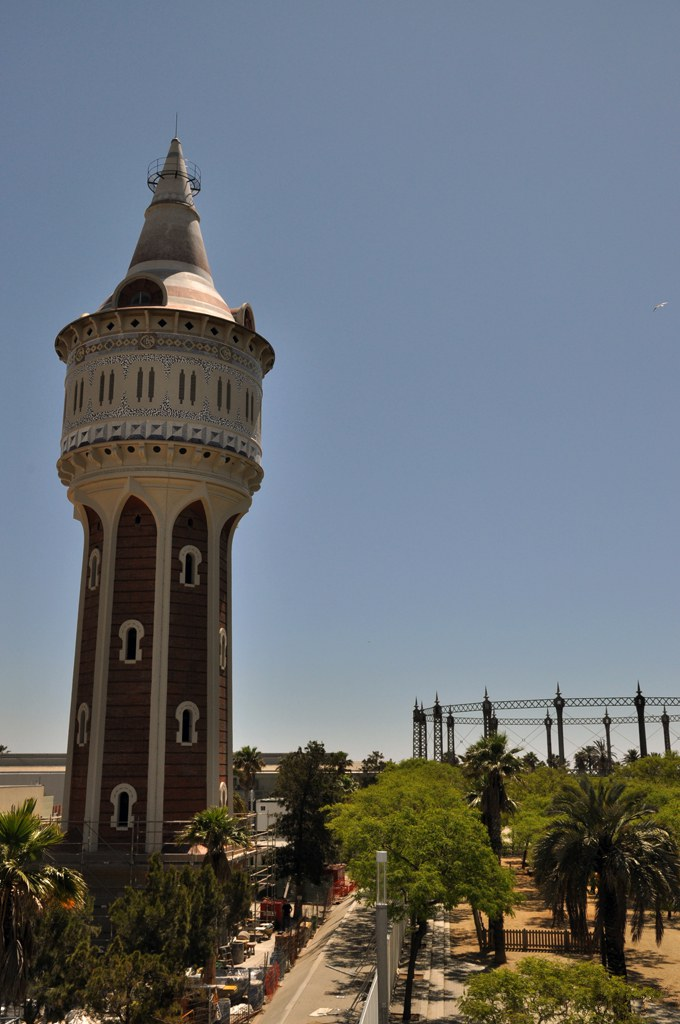
برج قدیمی گاز دی کاتالان، متعلق به گاز ناتورال
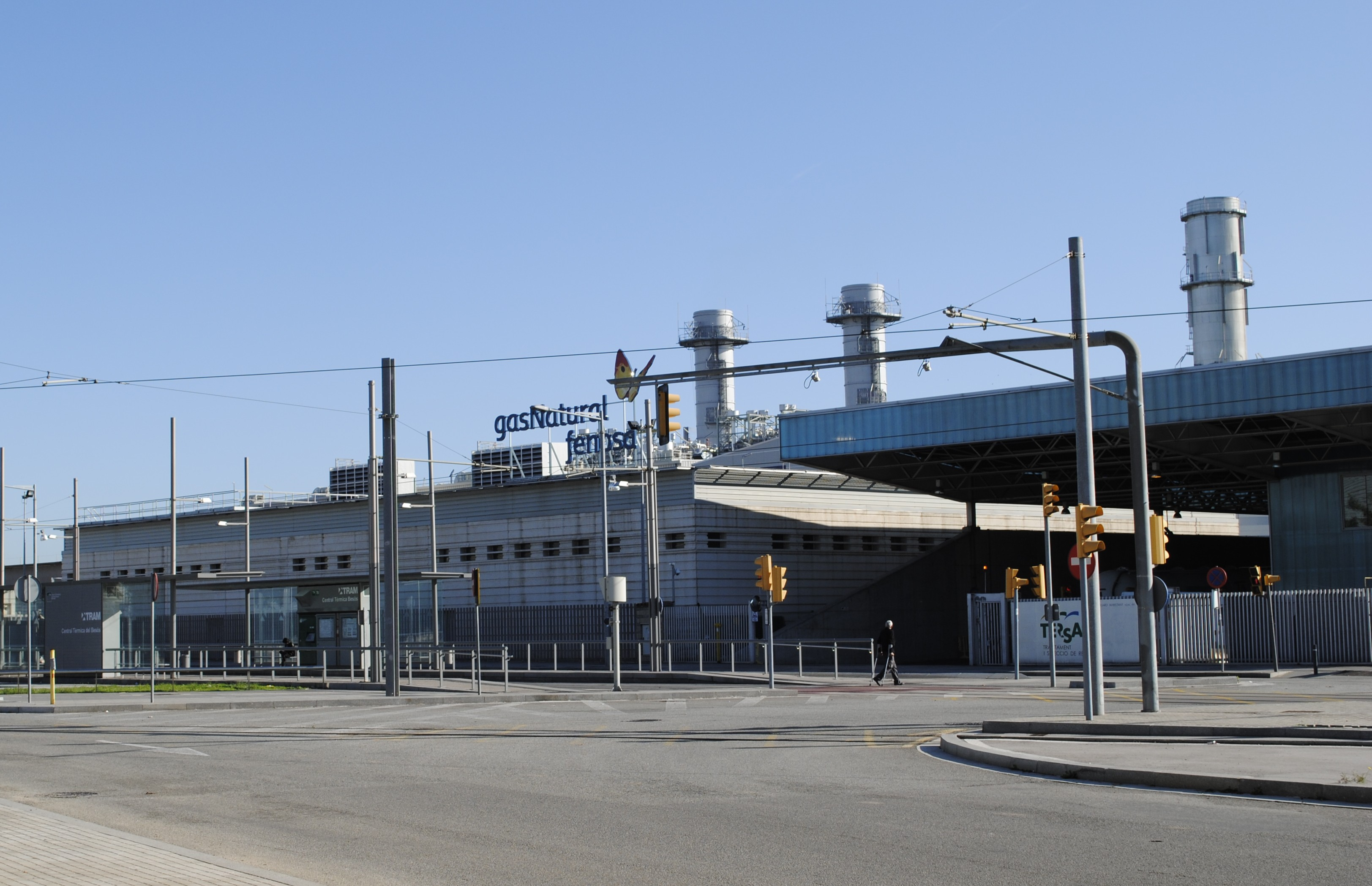
نیروگاه سیکل ترکیبی متعلق به اندسا و گاز ناتورال، در سن آدریان